# Земзя
Земзя — река в Мелеузовском районе Башкортостана. Устье реки находится в 19 км по левому берегу реки Урюк. Длина реки составляет 10 км.

## Данные водного реестра
По данным государственного водного реестра России относится к Камскому бассейновому округу, водохозяйственный участок реки — Нугуш от истока до Нугушского гидроузла, речной подбассейн реки — Белая. Речной бассейн реки — Кама.
Код объекта в государственном водном реестре — 10010200312111100018016.

### Притоки (км от устья)
- 1,6 км: река Тылгыскан (пр)[4]